# Marc Quiblier
Pour les articles homonymes, voir Quiblier.
Marc Quiblier, né le 1er novembre 1925 dans le 20e arrondissement de Paris et mort le 15 mai 1996 à Fougères, est un joueur français de basket-ball, évoluant principalement au poste d'arrière.

## Biographie
Au sortir de la Seconde Guerre mondiale, il joue en juniors, notamment avec Puig-Aubert et Élie Brousse, au Celtic XIII.
Marc Quiblier évolue ensuite successivement au J.D.A. Ménilmontant, à l'U.S. Pont-Lévêque, au Racing-Club de France, à l'A.G.L. Fougères, puis au Drapeau de Fougères.
Ébéniste de profession aux multiples déplacements professionnels, spécialisé dans la restauration et la vente d'antiquités, il a eu 6 enfants : Jean-Pierre (né en 1946) est joueur de basket au Cercle Paul-Bert de Rennes,  Christian (né en 1948) l'est aussi mais au Drapeau de Fougères, Claudine (1950), Véronique (1957) et Joëlle (1959); Jean-Marc (1961).

## Palmarès
Clubs
- Champion de France : 1951 (RCF)
  -  Vice-champion de France: 1953  (A.G.L. Fougères)

Équipe de France
- 24 sélections et 104 points de 1946 à 1953
- Championnat d'Europe
  -  2e en 1949 (Le Caire)
  -  3e en 1951 (Paris)
  -  3e en 1953 (Moscou)

## Source
- Que sont-ils devenus? - Marc Quiblier, Basket : l'Equipe magazine / dir. Jacques Marchand, numéro 26 de novembre 1973, p.38.
- Profil de Marc Quiblier sur le site des Internationaux français de basket-ball
- Ressources relatives au sport :   - FIBA
  - FIBA Archive